# Base antartica spagnola Juan Carlos I
La base antartica spagnola Juan Carlos I (in spagnolo Base Antártica Española Juan Carlos I) è una base antartica estiva spagnola intitolata a Juan Carlos di Borbone, re di Spagna dal 1975 al 2014.
Localizzata ad una latitudine di 62° 39' sud e ad una longitudine di 60° 23' ovest a 15 metri di altezza, la base si trova nell'isola Livingston (Shetland meridionali). A differenza della base Gabriel de Castilla, la base Juan Carlos I ha un'amministrazione civile e dipende dal Consejo Superior de Investigaciones Científicas.
Costruita tra l'8 e l'11 gennaio 1988 la struttura è la prima base spagnola in Antartide e può ospitare sino a 51 persone. L'appoggio logistico è garantito dal 1991 dalla Buque de Investigación Oceanográfica Hespérides della Armada española.
Oltre a possedere una stazione meteorologica, la base svolge attività scientifica di monitoraggio ambientale, cartografia, geomagnetismo, biologia marina e terrestre, geologia, geofisica e sismologia anche con l'ausilio di un campo nella penisola Bayers.
Impianti eolici e solari integrano l'energia elettrica prodotta dai generatori alimentati a combustibile.